# El momento de la despedida
El momento de la despedida (The Parting of the Ways) es el decimotercer y último episodio de la primera temporada moderna de la serie clásica de ciencia ficción Doctor Who, emitido originalmente el 18 de junio de 2005. Fue la segunda parte de una historia en dos episodios que comenzó con Lobo malo, y en la que Christopher Eccleston hizo su última aparición como el Noveno Doctor y debutó en pantalla David Tennant como el Décimo Doctor. También se despide por el momento John Barrowman como Jack Harkness, que no volverá a aparecer en Doctor Who hasta dos años más tarde tras una temporada completa en el nuevo spin-off de la serie, Torchwood.

## Argumento
El episodio se abre con los Daleks preguntándole a Rose qué hará a continuación el Doctor. Este usa el extrapolador de la TARDIS para generar un escudo protector a su alrededor mientras se materializa alrededor de Rose y un Dalek. Jack destruye al Dalek y todos salen de la TARDIS para hablar con los Daleks. El Doctor se sorprende al ver al Emperador Dalek al mando, y aún más cuando el Emperador se describe a sí mismo como un dios. El Emperador sobrevivió a la Guerra del Tiempo y escapó a la Tierra en una nave destrozada, donde reconstruyó la raza Dalek recogiendo material genético de los humanos escogidos transmateados hasta ellos desde la Estación de Juegos. El Doctor observa que los Daleks han adquirido rasgos y emociones humanas a partir de este proceso, y por tanto son más mortíferos que nunca. El Doctor, Rose y Jack usan la TARDIS para regresar a la Estación de Juegos y prepararse para un ataque inminente.
Jack usa el extrapolador para colocar un escudo en las seis plantas superiores y toma posiciones defensivas. El Doctor intenta crear un generador de ondas delta a partir del equipamiento de la estación. La onda delta matará cualquier cosa en su camino, pero necesita tiempo para cargarse. El Doctor manda a Rose a la TARDIS, y mientras está dentro utiliza el destornillador sónico para activarla remótamente y mandarla de vuelta a casa a su propia época. El Doctor aparece ante ella en un mensaje holográfico y le explica que la ha mandado a casa por seguridad y para evitar que los Daleks se hagan con la TARDIS. Los Daleks comienzan a invadir la estación, pasando con facilidad a través de las defensas. El Emperador contacta con el Doctor y se mofa de su onda delta, revelando que él sabe que no sólo matará a los Daleks sino a la mayoría de la población de la Tierra también. El Doctor le dice que la humanidad sobrevivirá de alguna forma, pero no los Daleks.
La TARDIS aparece de vuelta en Londres, y Mickey y Jackie aparecen atraídos por el sonido de sus motores. Corren a recibir a Rose, que está destrozada por haber sido apartada del Doctor. Entonces, Rose comienza a darse cuenta de que las palabras "Lobo malo" están escritas por toda la zona donde la TARDIS ha aterrizado, y se da cuenta de que no es una advertencia sino un mensaje. Le pide a Mickey que le ayude a intentar abrir el corazón de la TARDIS, esperando que los circuitos telepáticos le permitan pilotar la nave de vuelta al Doctor. Rose le dice a Jackie que conoció a su padre, Pete, y Jackie decide ayudarle tomando prestado de un amigo un camión-grúa. Con la correa tirando del panel de la consola, este se abre, y Rose se ve bañada por la luz de la TARDIS. Las puertas se cierran de un portazo y se desmaterializa ante los ojos de Mickey y Jackie.
Mientras, en la Estación de Juegos, los Daleks se han abierto camino a la planta 500, matando a Jack y Lynda por el camino. Llegan a la sala de control cuando el Doctor está a punto de disparar la onda delta. El Emperador, de nuevo, se burla del Doctor, que no encuentra la fuerza para matar a tantos inocentes sólo para destruir a los Daleks. El Emperador le declara cobarde y ordena que le exterminen, pero antes de que puedan hacerlo, la TARDIS se materializa. Las puertas se abren y aparece Rose rodeada de la luz del Vórtice del Tiempo. Revela que ella es el Lobo malo y que se ha creado a sí misma, esparciendo la frase por todo el espacio y el tiempo como mensaje que la guiara allí. Los Daleks intentan exterminar a Rose pero los detiene con facilidad, desintegrando al Emperador y a toda la flota. El Doctor le ruega que suelte sus nuevos poderes, pero en su lugar ella resucita a Jack. Mientras Rose comienza a quemarse por la energía del Vórtice, el Doctor la besa, absorbiendo toda la energía en su propio cuerpo. Después devuelve la energía al interior de la TARDIS y lleva a Rose, ahora inconsciente, a su interior. Se marchan en la TARDIS antes de que el resucitado Jack pueda llegar hasta ellos, quedando atrapado en la Estación de Juegos.
Rose despierta en la TARDIS y encuentra al Doctor dolorido. Este le dice que al absorber la energía del Vórtice ha destrozado todas las células de su cuerpo. Rose entra en pánico cuando el Doctor le dice que no volverá a verla otra vez. Después de preguntarse cómo será su nuevo cuerpo y despedirse de Rose, de repente estalla en energía del proceso de regeneración. Tras unos segundos, la energía se disipa, revelando al Décimo Doctor (David Tennant). El nuevo Doctor hace un breve comentario sobre sus dientes nuevos antes de ofrecerse a llevar a Rose al planeta Barcelona.

### Continuidad
Rose convence a Jackie de que le ayude describiendo la conclusión de El día del padre. El Doctor afirma que es conocido en el imaginario Dalek como "La tormenta que viene", un título que apareció por primera vez en la novela Love and War de Paul Cornell (autor del episodio El día del padre). En la novela, los que aplicaron el título al Doctor fueron los draconianos.
La idea de que la consola de la TARDIS dirige directamente la energía que conduce la nave (el corazón de la TARDIS) y que la máquina está en cierto sentido viva y tiene conciencia data de The Edge of Destruction (1964). Rose afirma que la TARDIS no tiene defensas. Sin embargo, en historias anteriores de la serie clásica ya se había establecido que la TARDIS está protegida por un campo de fuerza de considerable potencia (The Armageddon Factor, 1979, entre otras). Además, la TARDIS tiene un Sistema de Desplazamiento de Acción Hostil (HADS), que aparece en The Krotons (1969), que hace que se teletransporte alejándose de ataques potencialmente devastadores. Jack destruye al Dalek dentro de la TARDIS con un arma de un solo disparo. En The Hand of Fear (1976), el Doctor  afirma que el interior de la TARDIS existe en un estado de gracia temporal que evita que se puedan disparar armas de fuego en su interior, aunque ese circuito parecía no funcionar en Earthshock (1982). En Matemos a Hitler (2011), el Undécimo Doctor confirmó que aquello era una mentira.
La última historia en la que había aparecido un Emperador (en aquel caso el creador de los Daleks, Davros) fue Remembrance of the Daleks (1988). El Emperador de este episodio representa un regreso a un concepto anterior de liderazgo de los Daleks que apareció en The Evil of the Daleks (1967); en cualquier otra ocasión posterior en que los Daleks tuvieran un líder en pantalla, sería un Dalek Supremo o Davros. Jack le dice a sus defensores que su munición consiste en "balas básticas", que pueden penetrar en las armaduras Daleks. Las balas básticas se mencionaron por primera vez con esta propiedad en Revelation of the Daleks.
Las últimas palabras del Emperador Dalek son "¡No puedo morir!", las mismas palabras que dijo Davros en la conclusión de Resurrection of the Daleks (1984), cuando aparentemente se está muriendo por un virus. En el caso de Davros, sobrevivió para volver otro día, pero este Emperador no ha vuelto a hacer acto de presencia. Rose y el Doctor le mencionan en El día del Juicio Final, y el Culto de Skaro le volverá a mencionar en Daleks en Manhattan.
Jack Harkness es abandonado por el Doctor al final de este episodio. En el episodio Utopía, Jack se reencuentra con el Décimo Doctor, quien le confirma que abandonó a Jack a propósito por lo que Rose le hizo. Jack dice en Utopía que después de que Rose le resucitara él descubrió que es aparentemente inmortal, pero aún envejece lentamente. En El último de los Señores del Tiempo, Jack da una pista de que podría acabar convirtiéndose en el imposiblemente viejo Rostro de Boe.

## Producción
Este fue el primer episodio de la temporada en el que no se hizo un preestreno para la prensa. Radio Times dijo, "No había disponible cinta de preview para este episodio". Sin embargo, el episodio se preestrenó para la BAFTA el 15 de junio de 2005.
Según Russell T Davies en Doctor Who Magazine, dejaron abandonado a Jack porque querían explorar los efectos de la regeneración en Rose (notando que Jack se habría tomado la regeneración "con calma"). Jack regresó en el spin-off de Doctor Who Torchwood, que comenzó a emitirse en octubre de 2006. En una entrevista para Doctor Who Magazine, Russell T Davies declaró que se había escrito y filmado un final alternativo para el episodio, con la intención de presentarlo en los preestrenos de la prensa para esconder la sorpresa de la regeneración. Esta idea se abandonó cuando la marcha de Eccleston se filtró antes de lo planeado. El "falso" final habría incluido un diálogo similar al de la versión televisiva, pero la TARDIS habría escaneado a Rose y los espectadores habrían visto en la pantalla el mensaje "FORMA DE VIDA MURIENDO". Davies consideró esta escena inferior a la emitida, pero sugirió que podría aparecer como extra en un DVD algún día. En los comentarios del DVD, la productora ejecutiva Julie Gardner y Billie Piper discuten brevemente sobre ese final, que Gardner describe que muestra la muerte de Rose; a diferencia de Davies, Gardner expresó sus dudas de que alguna vez se publicara en DVD (no se incluyó en la compilación de la primera temporada). La parte de David Tennant en la escena de regeneración se grabó mucho tiempo después que la parte de Eccleston, y sin la presencia de Billie Piper. El fragmento de Tennant se grabó con él hablándole a un trozo de cinta adhesiva que hiciera las veces de los ojos de Piper, y después se montó la escena definitiva. Se grabó el 21 de abril de 2005.
La BBC había filtrado la marcha de Eccleston antes de tiempo el 30 de marzo de 2005, afirmando que él temía quedar encasillado. El 4 de abril admitieron que se habían inventado esta frase sin consultar con el actor, y se vieron obligados a pedir disculpas. En 2010, Eccleston desmintió esa afirmación, explicando que no se sentía cómodo en el entorno de trabajo. Después explicó que no se llevaba bien con algunos de los "jefazos". Según el Sunday Mirror, se retiró del sitio web de la BBC después del anuncio de la marcha de Eccleston una entrevista en la que afirmaba que había planeado quedarse dos o tres años más. Tennant recibió la oferta de sucederle en el papel cuando estaba viendo una copia previa a la emisión de Casanova con Davies y Gardner. Al principio Tennant pensó que la oferta era una broma, pero después de darse cuenta de que iban en serio, aceptó el papel para aparecer al final de El momento de la despedida. El anuncio de que Tennant reemplazaría a Eccleston se hizo el 16 de abril de 2005.

## Emisión y recepción
El momento de la despedida tuvo una audiencia provisional nocturna de 6,2 millones de espectadores, un 42% de la cuota de audiencia y el programa más visto de la noche. Cuando se calcularon las mediciones definitivas, aumentaron a 6,91 millones.
Dek Hogan de Digital Spy escribió que el final fue "una suerte de anticlimax", con la resolución del Lobo malo como una "decepción" y la regeneración "un poco apresurada" y "sin la tensión emocional que había sido uno de los hitos de esta temporada". SFX le dio a El momento de la despedida una nota de 9 sobre 10, calificando la historia en dos partes como el "trabajo más perfecto esta temporada" de Davies, especialmente alabando los momentos emocionales. Sin embargo, pensó que dos aspectos de El momento de la despedida perjudicaron a la historia: la resolución del Lobo malo y el deus ex machina de la transformación de Rose. Alasdair Wilkins de io9 alabó la "energía loca" de la historia en dos partes, pero pensó que el plan de los Daleks era "rebuscado, y un montón de cosas aparentemente importantes... se dejaron a un lado en la prisa para ir al gran dilema moral del Doctor". Wilkins también señaló que la historia tenía que encargarse de la abrupta marcha de Eccleston, y de esta forma no se pudo construir la atmósfera para la regeneración, que apareció como "metida con calzador en el resto de la historia". Aun así (a fecha de 2010), Wilkins la calificó como la tercera mejor regeneración.